# Soternes
Soternes és un barri del districte de l'Olivereta, a la ciutat de València, a la comarca homònima del País Valencià. És un dels barris amb la superfície més reduïda de tota València i el que més del seu districte. Degut a les seues reduïdes dimensions i a la seua situació fronterera amb el municipi de Mislata, gran part de la població fa també vida social a aquesta ciutat, anant sobre tot, en busca dels servicis públics més propers.

## Geografia
És un barri molt petit, situat entre els barris de Nou Moles a l'est i la Fontsanta al sud. Al nord, limita amb el camí vell de Xirivella i el parc de la Capçalera, i a l'oest amb el municipi de Mislata; fita amb Nou Moles al carrer del Nou d'Octubre, que és part de la tercera ronda de circumval·lació de la ciutat. l'avinguda del Cid en marca el límit meridional amb el barri de la Llum, al mateix districte.

## Història
El barri s'originà a partir d'una antiga partida rural, que al segle xvii pertanyia a Cerdan de Tallada, de manera que el caseriu va ser conegut també com el lloc de Cerdanet. Amb la història d'aquest caseriu està íntimament relacionada l'ermita de Sant Miquel de Soternes, que actualment pertany al barri de La Llum.
La zona va mantindre's poc habitada, constituïda per alqueries i els seus camps, fins a la dècada del 1960. Des d'aleshores i fins a la dècada del 2000, el barri s'ha urbanitzat profusament. Durant aquesta època va arribar al barri molta inmigració de Conca i Albacete.

## Política i govern
Seguidament es presenten els vots per candidatura del barri a les eleccions municipals celebrades des de 1979. Les candidatures més votades es troben en negreta. L'evolució del vot a Soternes ha anat paral·lel al general de la ciutat i del seu districte.
| Candidatura                                              | Candidatura | 1979  | 1983  | 1987  | 1991  | 1995  | 1999  | 2003  | 2007  | 2011  | 2015  | 2019  |
|                                                          | UCD/CDS     | 662   | 57    | 360   | 46    | 7     | n/a   | n/a   | -     | -     | -     | -     |
|                                                          | PSPV-PSOE   | 912   | 1.469 | 1.001 | 1.066 | 796   | 842   | 1.010 | 991   | 629   | 454   | 561   |
|                                                          | AP/PP       | -     | 844   | 407   | 559   | 1.341 | 1.244 | 1.354 | 1.392 | 1.211 | 665   | 510   |
|                                                          | PCPV/EUPV   | 399   | 242   | 195   | 201   | 444   | 125   | 145   | 109   | 172   | 126   | n/a   |
|                                                          | URV/UV      | 71    | 20    | 437   | 376   | 244   | 132   | 74    | 12    | -     | -     | -     |
|                                                          | Compromís   | 12    | 33    | *     | 38    | 24    | 60    | 72    | -     | 184   | 538   | 563   |
|                                                          | C's         | -     | -     | -     | -     | -     | -     | -     | -     | -     | 313   | 360   |
|                                                          | Vox         | -     | -     | -     | -     | -     | -     | -     | -     | -     | n/a   | 143   |
|                                                          | ValC/UP     | -     | -     | -     | -     | -     | -     | -     | -     | -     | 265   | n/a   |
|                                                          | Altres      | 87    | 23    | 138   | 66    | 26    | 157   | 65    | 66    | 170   | 158   | 143   |
| Total vots                                               | Total vots  | 2.143 | 2.688 | 2.538 | 2.352 | 2.937 | 2.560 | 2.655 | 2.570 | 2.366 | 2.519 | 2.280 |
| Fonts: Oficina d'estadística de l'Ajuntament de València |             |       |       |       |       |       |       |       |       |       |       |       |

## Demografia
| Població | 3.934 | 5.430 | 4.670 | 4.700 | 5.170 | 4.963 | - |

## Llocs destacables

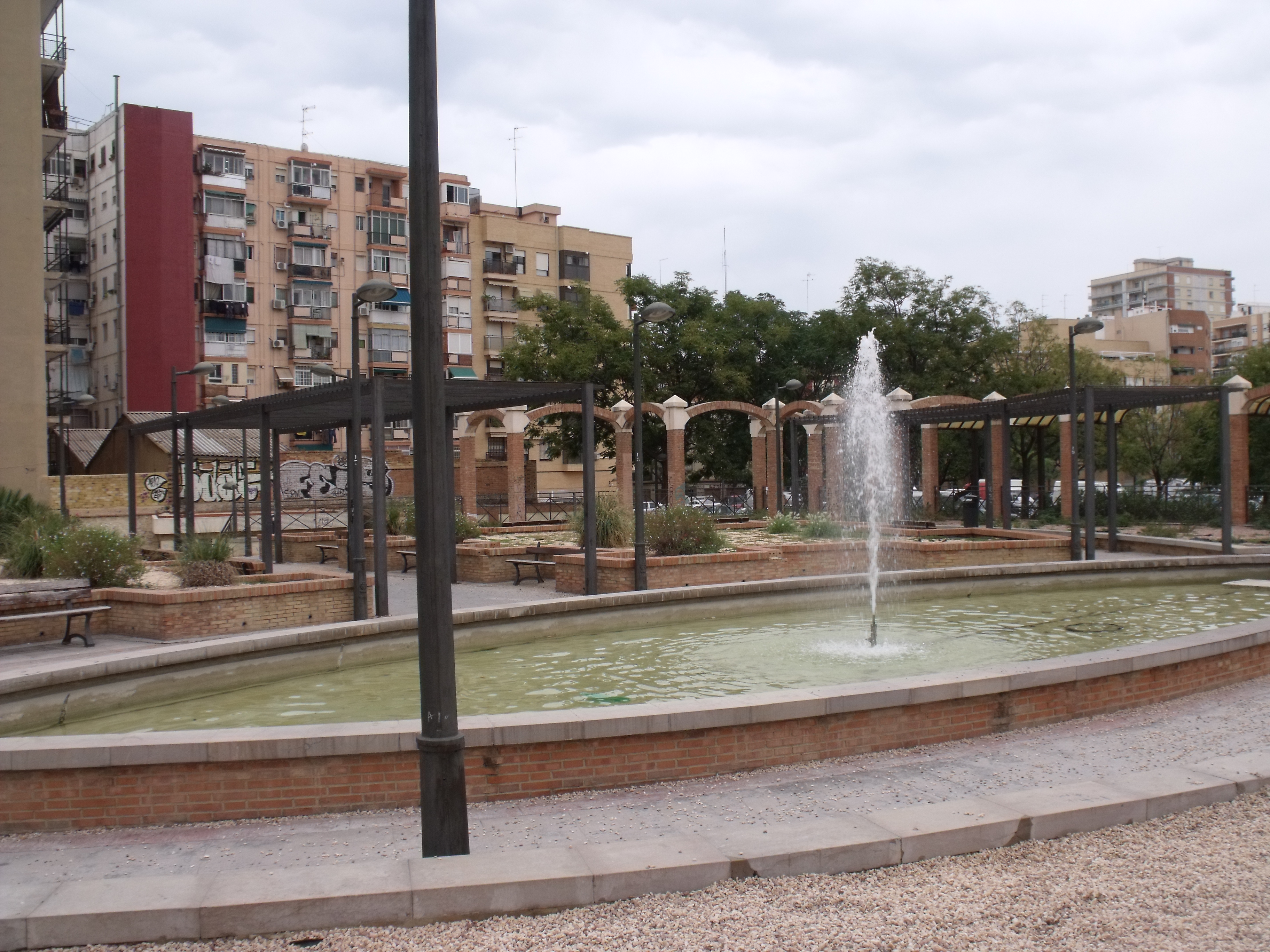
Parc del carrer de Iàtova

- Museu d'Història de València: Museu municipal construït al Primer dipòsit d'aigües potables de la ciutat de València. Damunt hi ha un parc, el del carrer de Iàtova.
- Col·legi Puresa de Maria: Únic col·legi del barri, de naturalesa concertada i religiosa.
- Església de Sant Miquel de Soternes: Moderna església localitzada a la frontera entre Soternes i Mislata, al camí vell de Xirivella.
- Parc de la Plaça Ciutat de Mislata: Parc localitzat a l'extrem nord-occidental del barri, fitant amb el municipi de Mislata.[8]
- Parc del Carrer d'Archena: Parc, principalment infantil, localitzat al carrer d'Archena.[9]
- Parc del Carrer de Iàtova: Parc amb instal·lacions esportives edificat sobre l'edifici del Museu d'Història de València al nord del barri.[10]

## Transport

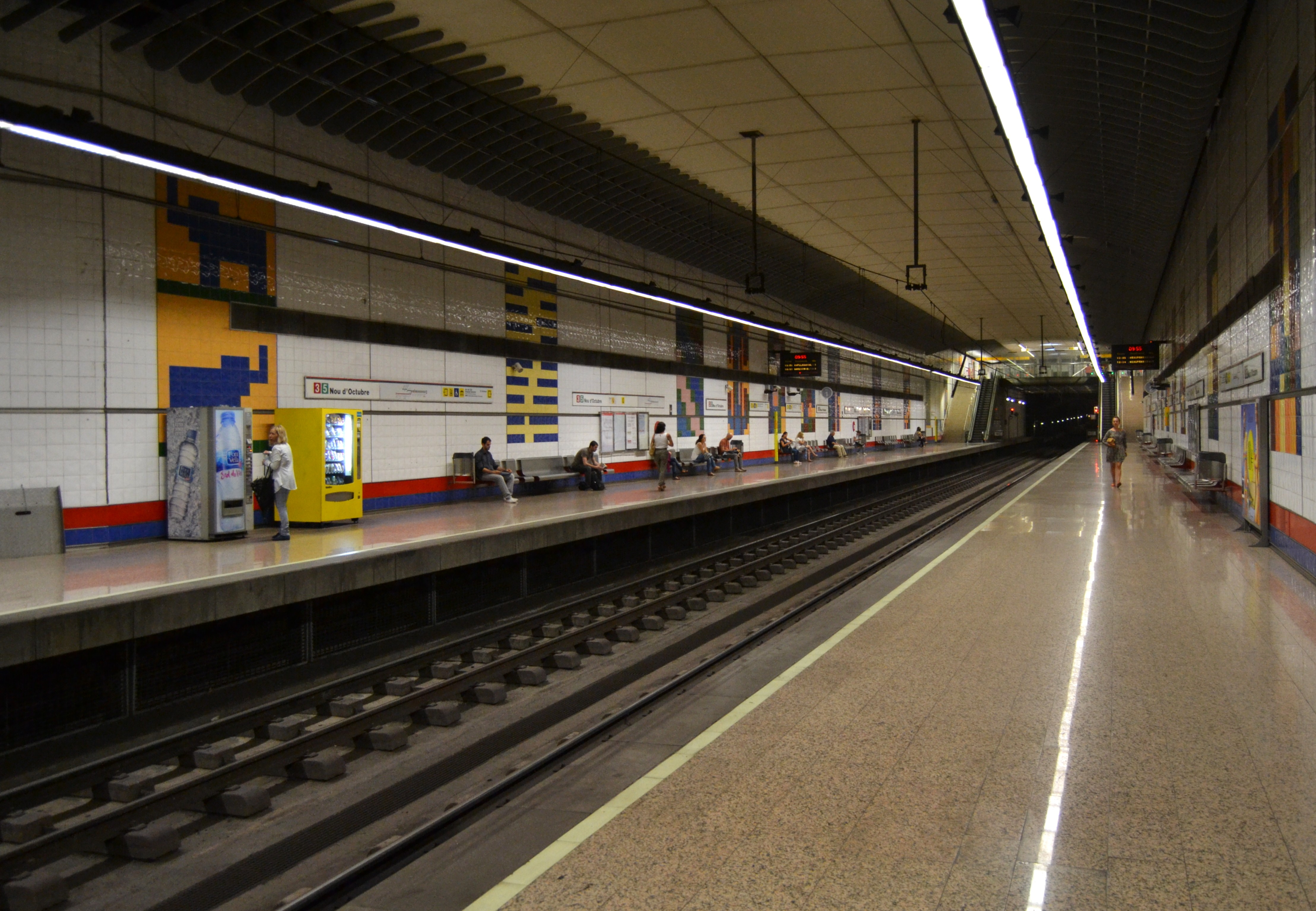
Estació de Nou d'Octubre

Soternes disposa de bons accessos gràcies a l'avinguda de Tres Creus (tercera ronda) i l'avinguda del Cid (pista de Madrid), alhora que l'accés al centre de la ciutat s'efectua per la mateixa avinguda o el passeig de la Petxina, vorejant el Jardí de Túria.
- Empresa Municipal de Transports de València (EMT)
  - Línies: 7 (Mercat Central-La Font de Sant Lluís) - 71 (La Llum-Universitats) - 81 (Estació del Nord-Avinguda de Blasco Ibáñez) - 95 (Jardí del Túria) - 98 (Avinguda del Cid-Estació del Cabanyal/Passeig Marítim) - N4 (Estació del Nord-Avinguda del Cid/Mislata)
- Ferrocarrils de la Generalitat Valenciana (FGV)
  - Nou d'Octubre (Metrovalència)